# كلية نساء الشمال
كلية النساء في الشمال هي منظمة بحثية من بلدان الشمال الأوروبي، تمت استضافتها بواسطة جامعة الشمال، وتم تأسيسها كمؤسسة في النرويج، حيث تُشارك في البحث والتدريس وجمع معلومات عن النساء وآخرى من أجلهن- مُستندِة في ذلك إلى القيم التربوية النسائية مع التركيز بشكل خاص على وجهات النظر (العادات والتقاليد) الشمالية والدولية- .
وتم تأسيسها في عام 2011 م بمبادرة من النائب السابق *بيريت* وآخرين، ويتم تمويل *جامعة الشمال للنساء* بالكامل من قِبل «وزارة التعليم والبحث ووزارة الأطفال والمساواة والإدماج الاجتماعي»، وتستضيفه إحدى كليات الجامعات الحكومية النرويجية الأربع والعشرين.
تلقت *جامعة الشمال للنساء* 1 مليون كرونة نرويجية كتمويل أولي من الوزارتين، واعتبارًا من عام 2012م، تم الحصول على مليوني كرونة نرويجية أخرى من وزارة التعليم والبحث، وتتلقى تمويلًا على ميزانية الدولة للنرويج. وأيضاً تم دعم تأسيسها من قِبل *تورا أسلاند* -وزير البحث والتعليم العالي-، وأستاذ القانون *هينينغ جاخيلين*، وشارك المحامي والسياسي العمالي *إنجالد أوربيك سورهايم* أيضًا في هذا الجهد.
يعود تاريخ *جامعة الشمال للنساء* إلى عام 1983م، حيث كان ل *بيريت* دورُ فعالُ في تأسيس أول جامعة للنساء في النرويج، وهو كيان يُركز على مجالات البحث ذات الصلة بالمرأة، مثل (عمل المرأة، والفجوة في الأجور بين الجنسين، الأبوة والأمومة، والعنف ضد المرأة...الخ).
وبعد ذلك.. وافق مجلس كلية *نسنا* الجامعية آنذاك على الإتفاق لاستضافة جامعة نساء الشمال في عام 2010م، وتأسست المؤسسة في 11 يناير 2011م في كلية الحقوق بجامعة *أوسلو*.وكانت ليست مُعتمَدة من قبِل (الوكالة النرويجية لضمان الجودة في التعليم) كجامعة، ولكن لديها إذن من وزارة التعليم والبحث لاستخدام التسمية (التي يحميها القانون في النرويج) باسمها.
أُنشئ مجلس المنظمة في 15 أكتوبر 2011م بممثلين من الدنمارك وفنلندا وأيسلندا وليتوانيا والنرويج والسويد. وفي 29 أكتوبر، تم إطلاق المُنظمة في السويد من خلال ندوة بالتعاون مع القسم التعليمى للحركة العمَّالية السويدية. وتم انتخاب النائب السويدي السابق وعضو البرلمان الأوروبي *ماج بريت ثيورين* رئيساً للجنة «العنف ضد المرأة». وتم دمج جامعة *نيسا* في جامعة *الشمال* في عام 2016. وتقع ادراتها في جامعة *الشمال* الموجودة في *نسنا*.وهي أيضاً تستند إلى اللوائح الداخلية لجامعة المرأة الأولى، التي أسسها *بيريتس* و*راينهيلد* و *كويسيث هارستاد*، وتسع نساء أخريات كمبادرة شاملة لجميع الأحزاب في عام 1983م.